# Константин Деянович
Константин Деянович, так известен как Константин Драгаш (до 1355 — 17 мая 1395) — сербский феодал, правивший в Вельбуждском деспотстве в Восточной Македонии под османским сюзеренитетом.

## Биография
Сын сербского деспота и севастократора Деяна Могучего (ум. 1366/1371), правителя области Куманово под властью сербского короля Стефана Душана. Матерью Константина была Теодора Неманич, сестра Стефана Душана. Константин был внуком короля Сербии Стефана Дечанского и византийской принцессы Марии Палеолог (ум. 1355).
Около 1365 года от своего старшего брата Йована Драгаша Константин получил во владение города Штип и Струмицу. Йован получил титул деспота от короля Стефана Уроша (до 1373 года), а его отец Деян был возведен в деспоты Стефаном Душаном. Османские источники сообщают, что в 1373 году турецкие войска вынудили «Сарияра» (Йована Драгаша), правившего в Верхней Струме, признать свою вассальную зависимость от султана. Константин помогал старшему брату в управлении, а после смерти Йована Драгаша в 1378/1379 году он унаследовал значительную часть Северо-Восточной Македонии в долине реки Струмы.
10 февраля 1392 года дочь Константина Елена Драгаш вышла замуж за византийского императора Мануила II Палеолога (1391—1425).
После битвы при Марице (1371) братья Йован и Константин Деяновичи вынуждены были признать себя вассалами Османской империи, но они продолжали поддерживать тесные связи со своими соседями-христианами, в том числе Византийской империей.
Весной 1395 года вместе со своим соседом и союзником, прилепским королём Марко Мрнявчевичем, Константин Деянович участвовал в военной кампании османского султана Баязида Молниеносного против валашского господаря Мирчи Старого. В ходе боевых действий 17 мая того же года в битве при Ровине погибли Константин Деянович и Марко Мрнявчевич. После его смерти Вельбуждское деспотство было включено в состав Османской империи.

## Семья
Константин Деянович был дважды женат. Имя его первой жены неизвестно; иногда она идентифицируется с Керой Тамарой, дочерью царя Болгарии Ивана Александра.
Его второй женой стала Евдокия Трапезундская, дочь императора Алексея III Комнина и Феодоры Кантакузен.
От первого брака у него была дочь:
- Елена Драгаш (ок. 1372 — 13 мая 1450), супруга с 1392 года византийского императора Мануила II Палеолога. Её сын и последний византийский император Константин XI Палеолог (Драгаш) был назван в честь своего деда, сербского деспота Константина Драгаша.